# گرانادا (کوندینامارکا)
گرانادا (انگلیسی: Granada, Cundinamarca) نام شهری در کشور کلمبیا است.